# Franz Gabl
Franz Gabl   (Sankt Anton am Arlberg, 29 de desembre de 1921 - Bellingham, 23 de gener de 2014) fou un esquiador alpí austríac que va competir durant les dècades de 1930 i 1940.
Gabl s'inicià en el món de l'esquí en el salt amb esquís de ben jove, arribant a guanyar el campionat nacional juvenil de 1936. Una vegada superada la Segona Guerra Mundial, en què fou ferit diverses vegades i passà un temps de captiveri en camps de presoners soviètics, es concentrà en l'esquí alpí. Ben aviat va destacar i el 1948 va prendre part en els Jocs Olímpics d'Hivern de St. Moritz, on guanyà la medalla de plata en el descens, darrere d'Henri Oreiller. Posteriors lesions l'obligaren a retirar-se de l'esquí després del campionat del món de 1950 que es disputà a Aspen, Colorado. Gabl es va quedar a viure als Estats Units i el Canadà, on exercí d'entrenador de l'equip olímpic canadenc de 1952 i 1956.